# Lathrolestes saliceti
Lathrolestes saliceti là một loài tò vò trong họ Ichneumonidae.